# Шон Кутурије
Шон Џералд Кутурије (енгл. Sean Gerald Couturier — Финикс, 7. децембар 1992) професионални је канадски хокејаш на леду који игра на позицијама централног нападача.
Члан је сениорске репрезентације Канаде за коју је на међународној сцени дебитовао на светском првенству 2015. године када је са Канађанима освојио титулу светског првака.
Учествовао је на улазном драфту НХЛ лиге 2011. где га је као 8. пика у првој рунди одабрала екипа Филаделфија флајерса. 